# Porxada de Granollers
La Porxada de Granollers és una obra del municipi de Granollers (Vallès Oriental) declarada bé cultural d'interès nacional. És un element emblemàtic de la ciutat. És una porxada constituïda per una plataforma de pedra, quinze columnes —tres d'interiors i dotze d'exteriors— i una teulada de teula àrab amb els careners esmaltats. Està situada al centre de la ciutat, al nucli històric, just davant de l'ajuntament.

## Descripció
Edifici concebut com a llotja de grans, de planta rectangular, sostingut per 15 columnes toscanes, amb la teulada a quatre vessants i les arestes cobertes de teules esmaltades verdes que formen un cobert de 24m de llargada per 15,65 m d'amplada. Les teules són de tipus àrab. Els carreus són de la pedrera del Puig Llunell de Mont-ras (Puig-graciós). A l'escaire sud-oest de l'edifici trobem la mítica pedra de l'Encant. Una de les columnes porta adossat l'escut de la ciutat (partit en faixa; 1, una gralla 2, Aragó).

### Pedra de l'Encant
La pedra de l'Encant és un bloc de gres vermell que hi ha al cantó sud-occidental de la Porxada, just davant de l'ajuntament de Granollers. Segurament, la seva presència és coetània de la Porxada, construïda entre els anys 1586 i 1587 per Bartomeu Brufalt. La seva situació, al bell mig del mercat, no és gens casual, ja que servia per fer els encants públics (subhastes) de productes d'agricultura i ramaderia.
Segons diu la llegenda, aquesta pedra la va arrossegar una riuada de l'antic torrent que baixava pels carrers de Corró i de Barcelona, i va quedar dipositada al costat de la Porxada, on s'estarà fins que una altra riuada se la torni a emportar.

## Història
La Porxada és l'obra de més ressonància de totes les obres fetes el s. XVI a Granollers. Fou construïda entre el 1586 i el 1587 pel mestre d'obres Bartomeu Brufalt, per 520 lliures barceloneses, segons el contracte, amb la universitat granollerina. Destinada a llotja del gra, cap al 1872 s'habilità com a mercat. A finals del segle xix van tancar-la amb un reixat que va ésser suprimit en restaurar-la.
Antigament, la plaça on és s'anomenava "plaça del blat", però, avui dia, la Porxada dona nom a la plaça. Originalment, es feia servir durant el mercat agrícola per aixoplugar el blat que s'hi venia. Antigament, de la teulada, en sortien una mena de persianes que en tapaven l'interior. Avui dia ja no hi són i està completament oberta.
El 1938 fou destruïda parcialment pel bombardeig de Granollers del 31 de maig, durant la Guerra Civil Espanyola. El 1939 es va reconstruir i enretiraren els elements del mercat municipal, per tal que romangués en el seu estat primitiu, amb tota la columnata a la vista. A part de la Porxada, molts altres edificis del centre de la ciutat van quedar derruïts. Entre els anys 1985 i 1986, la Porxada va ser restaurada pel Servei de Patrimoni Arquitectònic Local de la Diputació de Barcelona.
El 2001 es va inaugurar a Catalunya en Miniatura una maqueta de la Porxada de Granollers.

## Galeria d'imatges

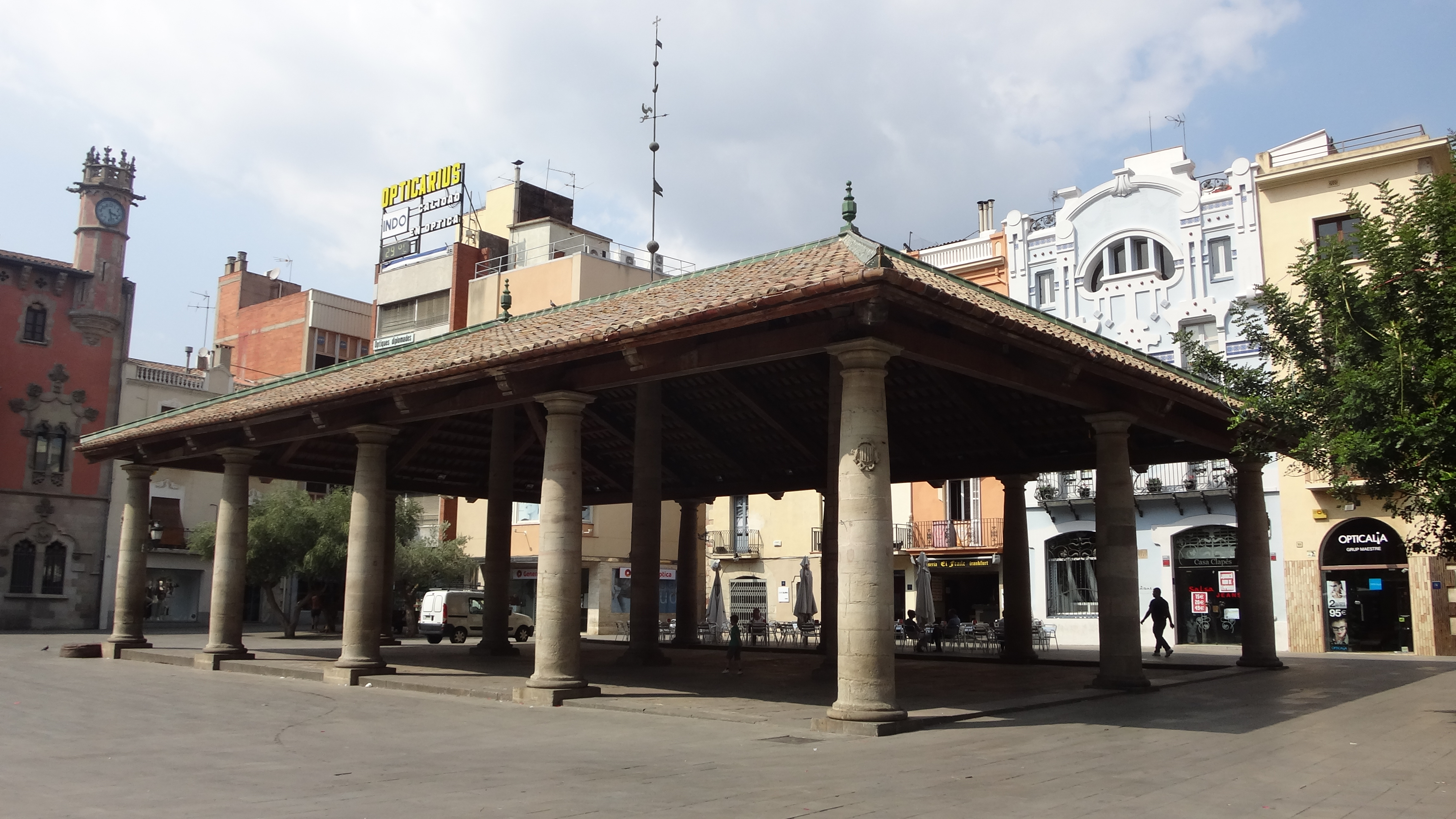
La Porxada vista des d'un altre cantó
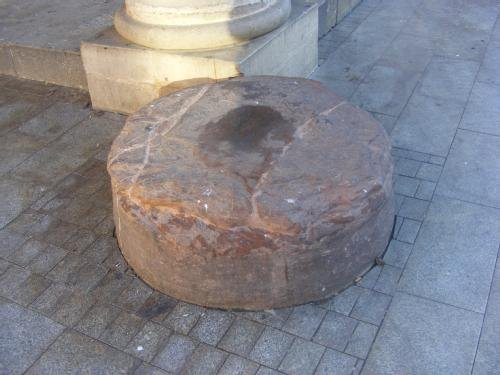
La Pedra de l'Encant de Granollers
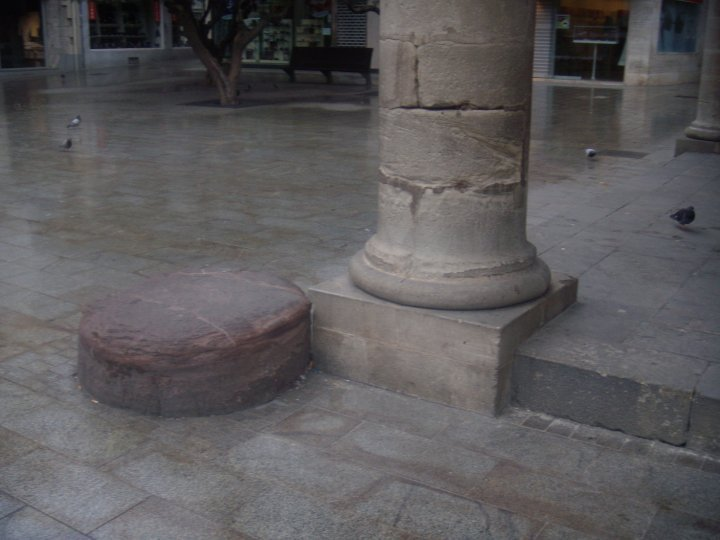
Pedra de l'Encant
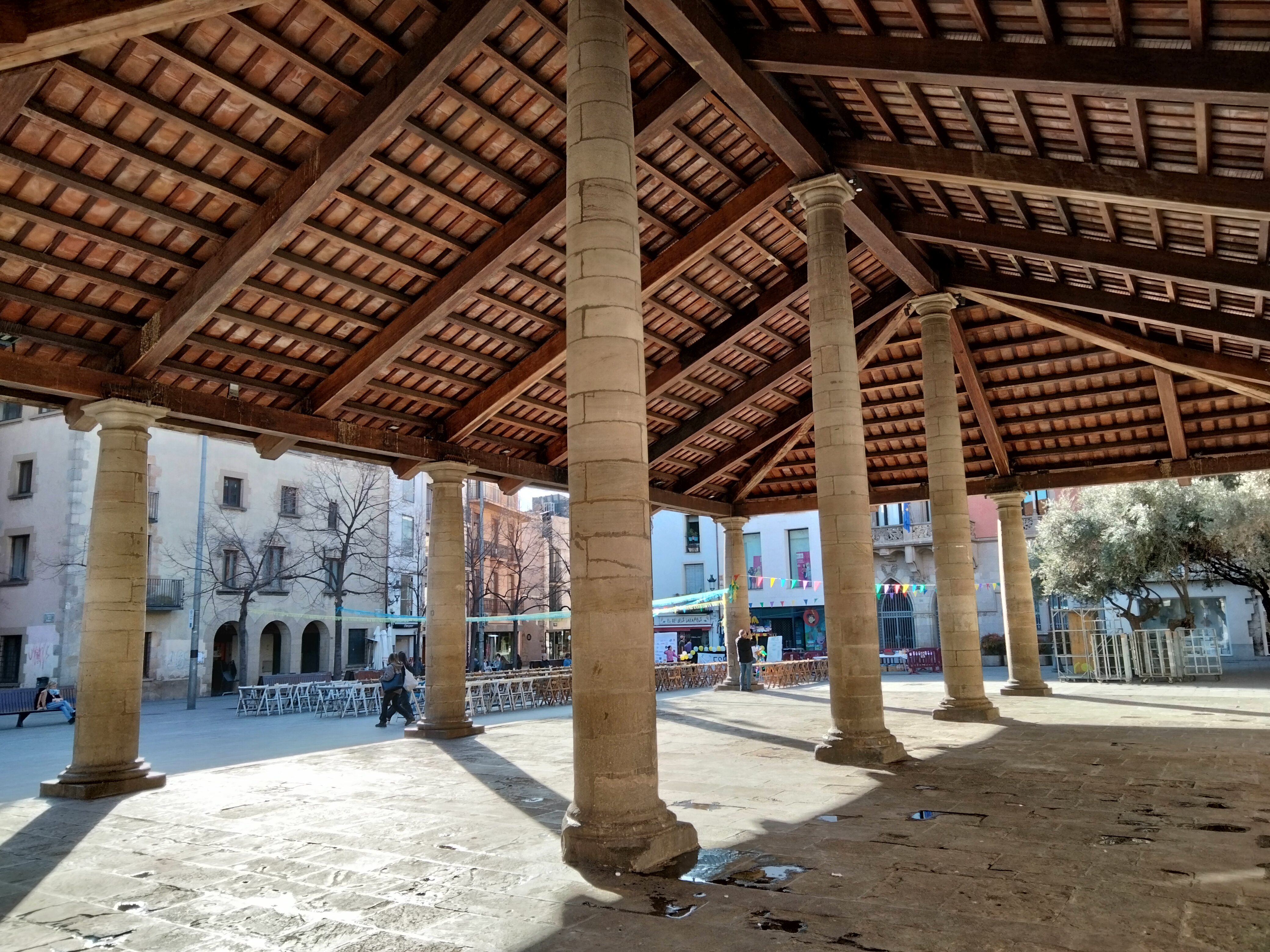
La Porxada per dins